# Kutasuah
Kutasuah is een bestuurslaag in het regentschap Karo van de provincie Noord-Sumatra, Indonesië. Kutasuah telt 156 inwoners (volkstelling 2010).